# Tadeusz Żyłkowski
Tadeusz Żyłkowski (ur. 28 października 1928 w Wejherowie, zm. 28 czerwca 2001 w Gdyni) – polski ekonomista, menedżer żeglugowy i dyplomata.

## Życiorys
Syn Filemona i Jadwigi. W okresie okupacji był zatrudniony w niemieckim przedsiębiorstwie w Gdyni, po jej zakończeniu przy odbudowie portu gdyńskiego. Zdał maturę (1948). Przenosi się do Warszawy, gdzie pracuje w BHZ „Varimex”, jednocześnie studiując w Szkole Głównej Handlowej w Warszawie. Powraca na Wybrzeże podejmując pracę w przedsiębiorstwie Hartwig w Gdyni (1950–1953), kontynuując studia w Wyższej Szkole Handlu Morskiego w Sopocie (1950–1952), którą ukończył. Zatrudniony jest w spółdzielni branży metalowej (1953–1954), w przedsiębiorstwie Polfracht w Gdyni (1954–1955), w jego oddziale w Szczecinie (1955–1957), w Polskiej Żegludze Morskiej w Szczecinie (1957-1961), w Polskiej Misji Morskiej w Londynie i spółce żeglugowej GAL tamże (1961–1964). Po powrocie do kraju powrócił do Polskiej Żeglugi Morskiej, gdzie m.in. zajmował stanowisko dyrektora Zakładu Linii Regularnych (1965–1969) i dyrektora naczelnego PŻM (1969–1976). Ukończył studia na Wydziale Inżynieryjno-Ekonomicznym Politechniki Szczecińskiej (–1971). Powierzono mu funkcję podsekretarza stanu w Ministerstwie Handlu Zagranicznego i Gospodarki Morskiej (1976–1981), radcy handlowego ambasady PRL w Hadze (1981–1987), prezesa Polskiej Izby Handlu Zagranicznego (1987–1989). Członek PZPR od 1959. Pochowany na cmentarzu Witomińskim w Gdyni.